# MTV Video Music Awards Japan
O MTV Video Music Awards Japan (acrônimo VMAJ) é uma versão japonesa do MTV Video Music Awards.
Como o MTV Video Music Awards dos Estados Unidos neste evento artistas são premiados e seus vídeos são colocados para votação online dos telespectadores do canal. Inicialmente o Japão fazia parte do MTV Asia Awards, que faziam parte de todos os países do MTV Sudeste da Ásia (Cingapura, Malásia, Hong Kong, Vietnã e Tailândia), mas por causa da variedade musical existente no Japão, em maio de 2002 começou a realizar os seus próprios prêmios de forma independente.
Em 25 de junho de 2011, MTV Video Music Japan mudou para o Evento de Caridade para Sismo e tsunami de Tohoku de 2011 no MTV Video Music Japan Aid de 2011. A partir de 2017, os vencedores são anunciados em sua conta oficial no Instagram.

## Maiores vencedores

### Maiores vencedores em uma única edição
| Artista        | Ano  | Número de prêmios | Vídeo musical                                                                                |
| -------------- | ---- | ----------------- | -------------------------------------------------------------------------------------------- |
| Gen Hoshino    | 2017 | 3                 | "Family Song" (2), "Koi" (1)                                                                 |
| Lady Gaga      | 2011 | 3                 | "Born This Way"                                                                              |
| Exile          | 2010 | 3                 | "Futatsu no Kuchibiru" (1); Aisubeki Mirai e (1); Prêmio MTV Icon (para Exile)               |
| Exile          | 2009 | 3                 | "Ti Amo (Chapter2)" (2); Prêmio de Melhor Coreografia (para Exile)                           |
| Exile          | 2008 | 3                 | "I Believe" (1); Exile Love (1); "Toki no Kakera" (1)                                        |
| Kumi Koda      | 2007 | 3                 | "Yume No Uta" (2); Melhor Artista Estiloso em um Vídeo (1)                                   |
| Kumi Koda      | 2006 | 3                 | "Butterfly" (2); "Trust You" (1)                                                             |
| Orange Range   | 2005 | 3                 | "Hana" (1); MusiQ (1); "Rocoroshon" (1)                                                      |
| Ayumi Hamasaki | 2004 | 3                 | "Because of You" (1); "No Way to Say" (1); Melhor Apresentação ao Vivo (para Ayumi Hamasaki) |
| Rip Slyme      | 2003 | 3                 | "Rakuen Baby" (2); "Funkastic" (1)                                                           |

### Maiores vencedores (geral)
- Atualizado até o ano de 2020.

| Classificação    | 1°          | 2°    | 3°          | 4°                               | 5°           | 6°                                           |
| ---------------- | ----------- | ----- | ----------- | -------------------------------- | ------------ | -------------------------------------------- |
| Artista          | Namie Amuro | Exile | Gen Hoshino | Utada Hikaru Kumi Koda Rip Slyme | Daichi Miura | Ken Hirai Lady Gaga Orange Range One Ok Rock |
| Total de prêmios | 14          | 11    | 8           | 7                                | 6            | 5                                            |